# Cheilanthes nitidula
Cheilanthes nitidula är en kantbräkenväxtart. Cheilanthes nitidula ingår i släktet Cheilanthes och familjen Pteridaceae.

## Underarter
Arten delas in i följande underarter:
- C. n. henryi
- C. n. nitidula